# Joseph E. LeDoux
Joseph E. LeDoux (nascido em 7 de dezembro de 1949) é um neurocientista americano cuja pesquisa se concentra principalmente em circuitos de sobrevivência, incluindo seus impactos em emoções como medo e ansiedade. LeDoux é o professor de ciências Henry e Lucy Moses da Universidade de Nova York e diretor do Emotional Brain Institute, uma colaboração entre a NYU e o estado de Nova York com sites de pesquisa na NYU e o Instituto Nathan Kline de Pesquisa Psiquiátrica em Orangeburg, Nova York. Ele também é o vocalista e compositor da banda The Amygdaloids. 

## Pesquisa e teorias

### Trabalho sobre resposta a ameaças, ansiedade e emoções
Como explicado em seu livro de 1996, O Cérebro Emocional, LeDoux desenvolveu um interesse no tópico da emoção por meio de seu trabalho de doutorado com Michael Gazzaniga em pacientes com cérebro dividido em meados da década de 1970. Como as técnicas para estudar o cérebro humano eram limitadas na época, ele se voltou para estudos de roedores nos quais o cérebro poderia ser estudado em detalhes. Ele escolheu se concentrar em um modelo comportamental simples, o condicionamento pavloviano do medo. Esse procedimento permitiu que ele seguisse o fluxo de informações sobre um estímulo através do cérebro no que se refere a controlar respostas comportamentais por meio de vias sensoriais para as amígdalas, e deu origem à noção de duas vias sensoriais para a amígdala, com a “estrada baixa” sendo um caminho subcortical rápido e sujo para respostas comportamentais rápidas às atividades e a "estrada principal”, fornecendo informações corticais mais lentas, mas altamente processadas. Seu trabalho lançou luz sobre como o cérebro detecta e responde a ameaças e como as memórias sobre essas experiências são formadas e armazenadas através de alterações celulares, sinápticas e moleculares na amígdala. Uma colaboração de longa data com a colega da NYU Elizabeth Phelps mostrou a validade do trabalho com roedores para entender o processamento de ameaças no cérebro humano. O trabalho de LeDoux no processamento de ameaças na amígdala ajudou a entender respostas exageradas a ameaças em transtornos de ansiedade em humanos. Por exemplo, estudos com Maria Morgan nos anos 90 implicaram o córtex pré-frontal medial na extinção de respostas a ameaças e abriram o caminho para entender como a terapia de exposição reduz reações de ameaça em pessoas com ansiedade por meio de interações entre o córtex pré-frontal medial e a amígdala. O trabalho realizado com Karim Nader e Glenn Schafe provocou uma onda de interesse no tópico de reconsolidação de memória, um processo pelo qual as memórias se tornam lábeis e sujeitas a alterações após serem recuperadas. Isso levou à ideia de que estímulos relacionados ao trauma poderiam ser enfraquecidos em humanos ao bloquear a reconsolidação. Estudos com Marie Mofils, Daniela Schiller e Phelps mostraram que a extinção realizada logo após o desencadeamento da reconsolidação é consideravelmente mais eficaz em reduzir o valor de ameaça dos estímulos do que a extinção convencional, uma descoberta que se mostrou útil na redução da recaída de medicamentos em humanos.

### Diferença entre resposta a ameaças e emoções
Em 2012, LeDoux enfatizou o valor, ao discutir funções cerebrais em animais, de usar termos que não são derivados da experiência subjetiva humana. A prática comum de chamar circuitos cerebrais que detectam e respondem a ameaças de  "circuitos de medo" implica que esses circuitos são responsáveis por sentimentos de medo. LeDoux argumentou que o chamado condicionamento de medo pavloviano deve ser renomeado como condicionamento de ameaça pavloviano para evitar a implicação de que o "medo" está sendo adquirido em ratos ou seres humanos. Ele e Richard Brown consideram que a amígdala faz parte do "circuito defensivo de sobrevivência" e que ela e outras estruturas subcorticais do sistema límbico influenciam a resposta fisiológica às ameaças, mas que elas não são o centro consciente das emoções e nem responsáveis diretos delas; segundo a sua proposta da teoria da ordem superior da consciência emocional, as emoções são definidas por uma memória emotiva e de autoconsciência em alta ordem nas regiões cognitivas gerais do córtex, como a memória de trabalho no córtex pré-frontal; a amígdala e outros sistemas inferiores podem condicionar o processamento da emoção consciente na alta ordem, evocando e facilitando determinados circuitos corticais sobre a emoção, mas eles não codificam duramente as emoções como se fossem respostas biológicas inatas e nem determinam a cognição delas por cada indivíduo: a retirada da amígdala cerebelosa não suprime a sensação de medo (emoção), apenas embota um estímulo à reação fisiológica.
Em 2015, ele enfatizou a noção de funções de sobrevivência mediadas por circuitos de sobrevivência, cujo objetivo é manter os organismos vivos (em vez de criar emoções). Por exemplo, existem circuitos de sobrevivência defensivos para detectar e responder a ameaças e que podem estar presentes em todos os organismos. No entanto, apenas organismos que podem estar conscientes das atividades de seu próprio cérebro podem sentir medo. O medo é uma experiência consciente e ocorre da mesma maneira que qualquer outro tipo de experiência consciente: através de circuitos corticais que permitem a atenção a certas formas de atividade cerebral. Ele argumenta que as únicas diferenças entre um estado emocional e não emocional de consciência são os ingredientes neurais subjacentes que contribuem para o estado. Essas ideias e suas implicações para a compreensão dos fundamentos neurais do medo e da ansiedade patológicos são explicadas em seu livro de 2015, Anxious. Nisso, ele diz: "O medo e a ansiedade não são biologicamente conectados. . . Eles são a consequência do processamento cognitivo de ingredientes não emocionais."
Em 2018, ele disse ainda que a amígdala pode liberar hormônios devido a um gatilho (como uma reação inata ao ver uma cobra), mas "então a elaboramos através de processos cognitivos e conscientes". Ele diferenciou o sistema de defesa, que evoluiu ao longo do tempo, e emoções como medo e ansiedade. Ele ressalta que mesmo organismos simples, como bactérias, movem-se em resposta a ameaças; "Está no cérebro permitir que um organismo, seja uma bactéria ou um ser humano, detecte e responda ao perigo." "Não está no cérebro criar sentimentos como medo e ansiedade."

## Prêmios e reconhecimento profissional
LeDoux recebeu vários prêmios, incluindo o Prêmio Karl Spencer Lashley da Sociedade Filosófica Americana, o Prêmio Internacional Fyssen em Ciência Cognitiva, o Prêmio Jean Louis Signoret da Fundação IPSEN, o Prêmio Santiago Grisolia, o Distinguished Scientific Contributions Award da American Psychological Association e o Prêmio Donald O. Hebb da Associação Americana de Psicologia. Ele é membro da Academia Americana de Artes e Ciências, da Academia de Ciências de Nova York e da Associação Americana para o Avanço da Ciência, um Fellow William James da Association for Psychological Science e membro da Academia Nacional de Ciências. . 

## Livros e outras formas de divulgação pública
Além de inúmeras publicações em periódicos acadêmicos, LeDoux escreveu The Integrated Mind (com Michael Gazzaniga, Plenum, 1978), The Emotional Brain (Simon e Schuster, 1998), Synaptic Self: How Our Brains Become Who We Are (Viking, 2002), Anxious: Using the Brain to Understand and Treat Fear and Anxiety (Viking, 2015) e The Deep History of Ourselves: The Four-Billion-Year Story of How We Got Conscious Brains (Viking, 2019). Ele também editou vários volumes, incluindo Mind and Brain: Dialogues in Cognitive Neuroscience (com William Hirst, Cambridge University Press, 1986), The Self: From Soul to Brain  (com Jacek Debiec e Henry Moss, Annals of the New York Academy of Science, 2003), e Post-Traumatic Stress Disorder: Basic Science and Clinical Practice (com Peter Shiromani and Terrence Keane, Humana Press, 2009). Ele também contribuiu para a coluna do New York Times Opinionator sobre Ansiedade e para o Huffington Post, e conduziu inúmeras entrevistas na televisão, rádio, online e impressa. LeDoux também colaborou com o cineasta Alexis Gambis em um projeto chamado "My Mind's Eye" no site da Scientific American, no qual entrevistas com conceituados cientistas e filósofos (incluindo Eric Kandel, Michael Gazzaniga, Ned Block) são enquadradas no contexto de sua música (ver abaixo). 

## Infância e educação
Joseph LeDoux nasceu em 7 de dezembro de 1949, na cidade de Cajun Prairie em Eunice, Louisiana, filho de Joseph E. "Boo" LeDoux, um artista de rodeio itinerante (montador de touro) e açougueiro, e Priscilla Buller LeDoux. Frequentou a escola primária de St. Edmund e a escola secundária de Eunice, graduando-se em 1967. LeDoux estudou na Louisiana State University em Baton Rouge, onde se formou em Administração de Empresas e se especializou em Psicologia. Em 1972, ele começou a trabalhar no Mestrado em Marketing da LSU. Durante esse período, seu interesse pela psicologia aumentou e ele se voluntariou no laboratório de Robert Thompson, que o apresentou à pesquisa do cérebro. 

## História acadêmica e profissional
No outono de 1974, LeDoux iniciou um programa de doutorado na Universidade Estadual de Nova York em Stony Brook, e completou sua graduação em 1977. Em 1978, LeDoux ingressou no Departamento de Neurologia da Cornell Medical School como pós-doutorando e permaneceu no cargo de professor associado até 1989. Durante a maior parte do tempo em Cornell, ele trabalhou no Laboratório de Neurobiologia, onde recebeu treinamento técnico em técnicas de neurociência de ponta e iniciou o programa de pesquisa sobre o mecanismo cerebral da memória emocional que ele busca desde então. Em 1989, ingressou no recém-formado Centro de Ciências Neurais da NYU como professor associado. Em 1991, ele foi promovido a professor titular e, em 1996, tornou-se Professor de Ciências Henry e Lucy Moses. Em 2005, ele foi nomeado professor universitário, a maior honra para um membro do corpo docente da NYU. 

## Vida pessoal
Em 1971, LeDoux casou-se com a colega de classe da LSU Diana Steen. Eles se divorciaram amigavelmente em 1978. Desde 1982, ele é casado com a crítica de arte Nancy Princenthal. Atualmente, eles residem na área de Williamsburg, no Brooklyn. Eles têm dois filhos, Jacob S. LeDoux (falecido em 2005) e Milo E. LeDoux. Milo se formou na Universidade de Oxford, fez estudos clássicos e segue uma carreira em direito.

## Música
Cajun/zydeco, country, R and B e rock 'n' roll, e sua fusão de tudo isso em "swamp pop", sempre estiveram presentes na infância do sul da Louisiana. No colegial, ele era um disc jockey na estação de rádio local, KEUN, e o guitarrista rítmico de duas bandas: a Deadbeats e a Countdowns. Embora tenha permanecido um ávido fã de música posteriormente, ele não tocou violão ativamente por muitos anos. Em 2004, LeDoux e o professor de biologia da NYU Tyler Volk, começaram a se apresentar como uma banda cover para pequenas festas na NYU e, em 2006, formaram o The Amygdaloids. A banda original também incluía Daniela Schiller, então pós-doutoranda da NYU, e a estudante Nina Curley. As letras da banda, escritas principalmente por LeDoux, são baseadas em temas neurocientíficos, psicológicos e filosóficos, e oferecem ideias acadêmicas sobre o papel da mente e do cérebro na vida cotidiana. O CD inaugural, Heavy Mental, foi lançado em 2007 e incluía músicas como "Problema Mente-Corpo", "Um Cérebro Emocional" e "Pílula da Memória". Em seu segundo CD, Theory of My Mind (gravadora Knock Out Noise), LeDoux e a vencedora do Grammy Rosanne Cash cantam "Crime of Passion" e "Mind over Matter", ambos escritos por LeDoux. Em 2012, a banda lançou All in Our Minds, um EP em que todas as músicas tinham “mente” em seu título. Anxious, um acompanhamento do livro de LeDoux com o mesmo título, foi lançado em 2015 e explora alguns dos mesmos temas científicos do livro, mas através da música. O foco exclusivo da banda em músicas originais sobre mente e cérebro atraiu considerável atenção da imprensa. Eles tocam regularmente na cidade de Nova York e também se apresentaram em Washington D. C., San Antonio TX, Indianapolis IN e Lafayette LA, além de Montreal, Canadá. LeDoux e o baixista dos Amygdaloids Colin Dempsey se apresentam como uma dupla acústica chamada So We Are.